# P·N·G·苏布拉玛尼亚姆
P·N·G·苏布拉玛尼亚姆（1938年8月29日—2010年12月26日），又譯蘇伯拉馬尼，印度外交官，曾任印度驻上海总领事。

## 生平
1938年8月29日，苏布拉玛尼亚姆生于钦奈。苏布拉玛尼亚姆在钦奈洛约拉学院完成数学硕士课程，并获得马德拉斯大学金牌。随后，他前往加尔各答的印度统计研究所继续深造。加入印度外事服务部后，他被选中参加中文培训课程，并以优异成绩通过国防部外国语学院的口译考试。
1993年，印度在上海重开总领事馆，苏布拉玛尼亚姆担任印度驻上海总领事。1996年8月卸任。
1996年退休后，他积极参与多个研究中国的智库机构的工作，参加了许多研讨会和讲习班，并撰写了多篇关于中国的论文，刊载于多种出版物中。
2010年12月26日，苏布拉玛尼亚姆在孟买逝世。